# 鈴木茂 (経営者)
鈴木 茂（すずき しげる、1917年4月17日 - 2014年10月29日）は日本の実業家。北海道拓殖銀行代表取締役頭取・会長、JR北海道代表取締役会長、札幌商工会議所会頭等を務めた。

## 来歴・人物
北海道後志支庁管内岩内郡岩内町の雑貨屋「鈴木商店」の長男として生まれる。旧制小樽高等商業学校を経て、1941年12月に旧制東京商科大学（のちの一橋大学）を繰り上げ卒業。大学では中山伊知郎ゼミナールに所属。卒業論文は「不完全競争の理論」。澁澤倉庫、芝浦工作機械を経て、1946年北海道拓殖銀行入行。1963年総務部長、1966年取締役函館支店長、1972年常務東京支店長、1966年専務、1977年副頭取。
歴代頭取に大蔵省OBが多いなか、1983年歴代3人目の生え抜きの北海道拓殖銀行代表取締役頭取に就任。拡大路線を進め首都圏の店舗展開を進めた。またバブル経済の中、カブトデコムなど不動産関連への融資を積極的に行い貸し出しを伸ばした。1989年会長、1992年取締役相談役、1995年相談役退任。
1983年北海道経済同友会代表幹事、1987年北海道経済連合会副会長、1988年札幌商工会議所会頭（第13代）。1988年9月から1994年9月まで北海道商工会議所連合会会頭。北海道開発審議会会長、財団法人北海道科学・産業技術振興財団初代理事長、ホワイトドーム推進会議会長なども務めた。1991年北海道旅客鉄道代表取締役会長、1996年取締役相談役、1997年退任。
2014年10月29日に肺炎のため97歳で死去した。趣味はゴルフ、スキー、清元節。

## 評価
前述の拡大路線と、カブトデコムなど不動産関連への積極融資がバブル崩壊後に多額の不良債権へとつながり、拓銀破綻の一因となったと指摘される。
佐藤安彦元副頭取、海道弘司元常務取締役とともに「SSKトリオ」と呼ばれ強固なラインを築いたが、拓銀破綻の原因となった不良債権は鈴木頭取時代のものが多く、高向巌（元北洋銀行頭取）には「ボトムアップ経営の失敗」と評されている。一方で拓銀最後の頭取・河谷禎昌は、破綻の「遠因」を作ったにすぎないとして佐藤や海道ほどの辛辣な評価は下していない。